# Somatidia laevinotata
Somatidia laevinotata är en skalbaggsart som beskrevs av Thomas Broun 1917. Somatidia laevinotata ingår i släktet Somatidia och familjen långhorningar. Inga underarter finns listade i Catalogue of Life.